# Tantilla fraseri
Tantilla fraseri är en ormart som beskrevs av GÜNTHER 1895. Tantilla fraseri ingår i släktet Tantilla och familjen snokar. Inga underarter finns listade i Catalogue of Life.
Tantilla fraseri beskrevs med hjälp av exemplar från Ecuador och norra Peru.  Populationen godkänd som art av The Reptile Database. Den infogas istället som synonym i Tantilla melanocephala.